# Presidentvalet i USA 1824
Presidentvalet i USA 1824 hölls mellan den 26 oktober och den 1 november 1824. Valet stod mellan de två huvudkandidaterna John Quincy Adams, Andrew Jackson samt William Harris Crawford och Henry Clay. Valet kom att avgöras i USA:s representanthus vilket valde Adams till president.

## Elektorsröster
Jackson fick 99 elektorsröster mot Adams 84, Crawfords 41 och Clays 37 men eftersom Jackson inte fick majoriteten av de 261 elektorsrösterna kom valet att avgöras i representanthuset som valde John Quincy Adams till president. Andrew Jackson är den enda presidentkandidat i amerikansk historia som fått flest elektorsröster men inte vunnit valet (han tog däremot revansch genom att besegra Adams i nästa presidentval fyra år senare).

## Valmetod
Fortfarande valdes elektorer på olika sätt, även om direkt folkval av något slag dominerade. Under Jacksons presidenttid (1829-1837) skulle direktval av elektorerna slå igenom som valmetod i samtliga delstater utom Delaware (där delstatslegislaturen utsåg elektorer till och med 1844) och South Carolina (där delstatslegislaturen utsåg elektorer fram till rekonstruktionstiden).

## Resultat
| Presidentkandidat   | Parti                             | Röster  | Röster | Elektorsröster |
| Presidentkandidat   | Parti                             | Antal   | Andel  | Elektorsröster |
| ------------------- | --------------------------------- | ------- | ------ | -------------- |
| Andrew Jackson      | Demokratisk-republikanska partiet | 151 271 | 41,4 % | 99             |
| John Quincy Adams   | Demokratisk-republikanska partiet | 113 122 | 30,9 % | 84             |
| William H. Crawford | Demokratisk-republikanska partiet | 40 856  | 11,2 % | 41             |
| Henry Clay          | Demokratisk-republikanska partiet | 47 531  | 13,0 % | 37             |
| Övriga              | -                                 | 13 053  | 3,6 %  | 0              |
| Totalt              | Totalt                            | 365 833 | 100 %  | 261            |